# Церква Святого Талалея (Горно-Круш'є)
Церква Святого Талалея — головна сільська церква в поречському селі Горно-Круш'є.
Церква знаходиться в самому селі. Дзвіниця з'єднана з церквою.

## Галерея

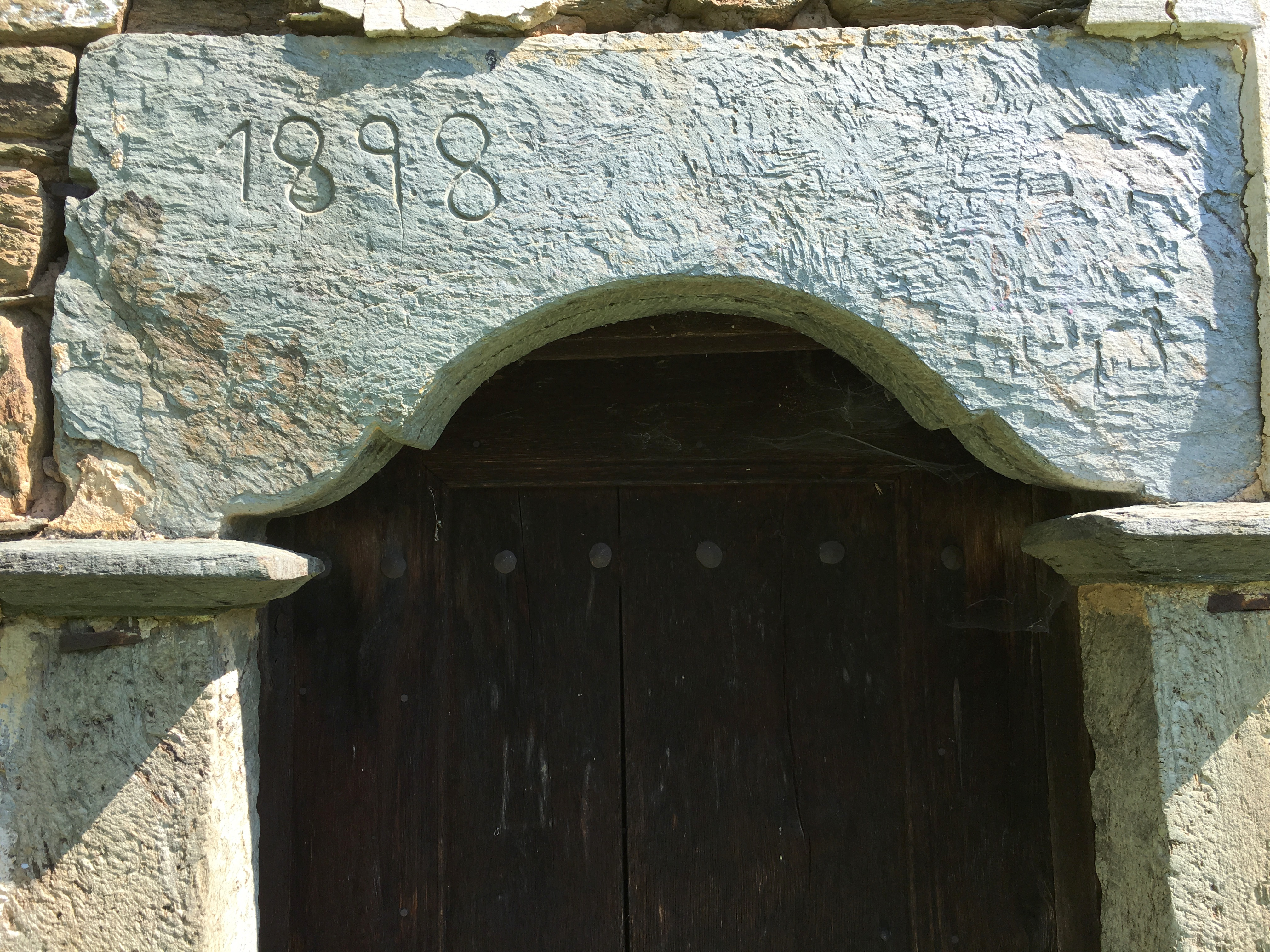
Напис на дверях церкви
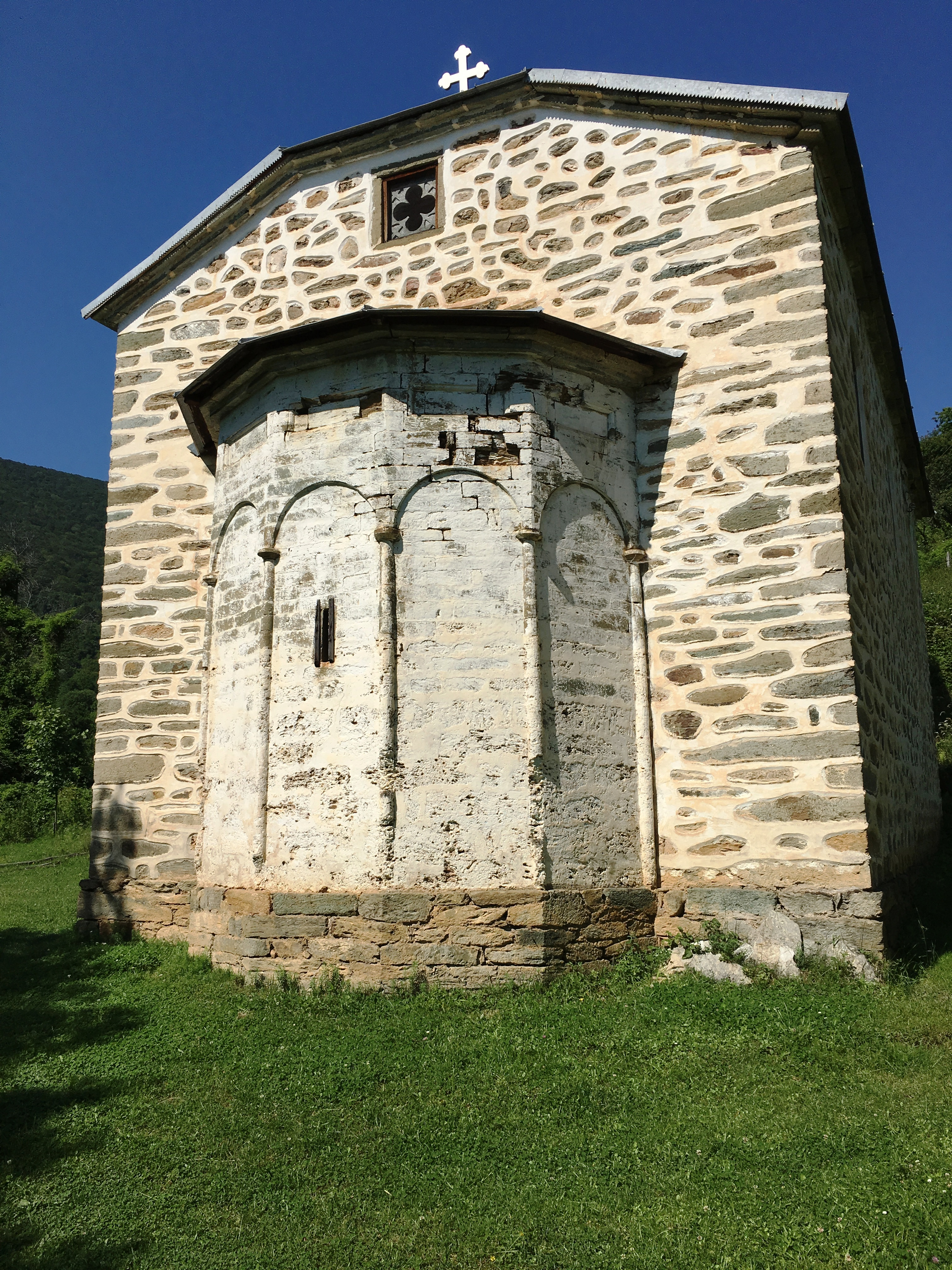
Апсида церкви
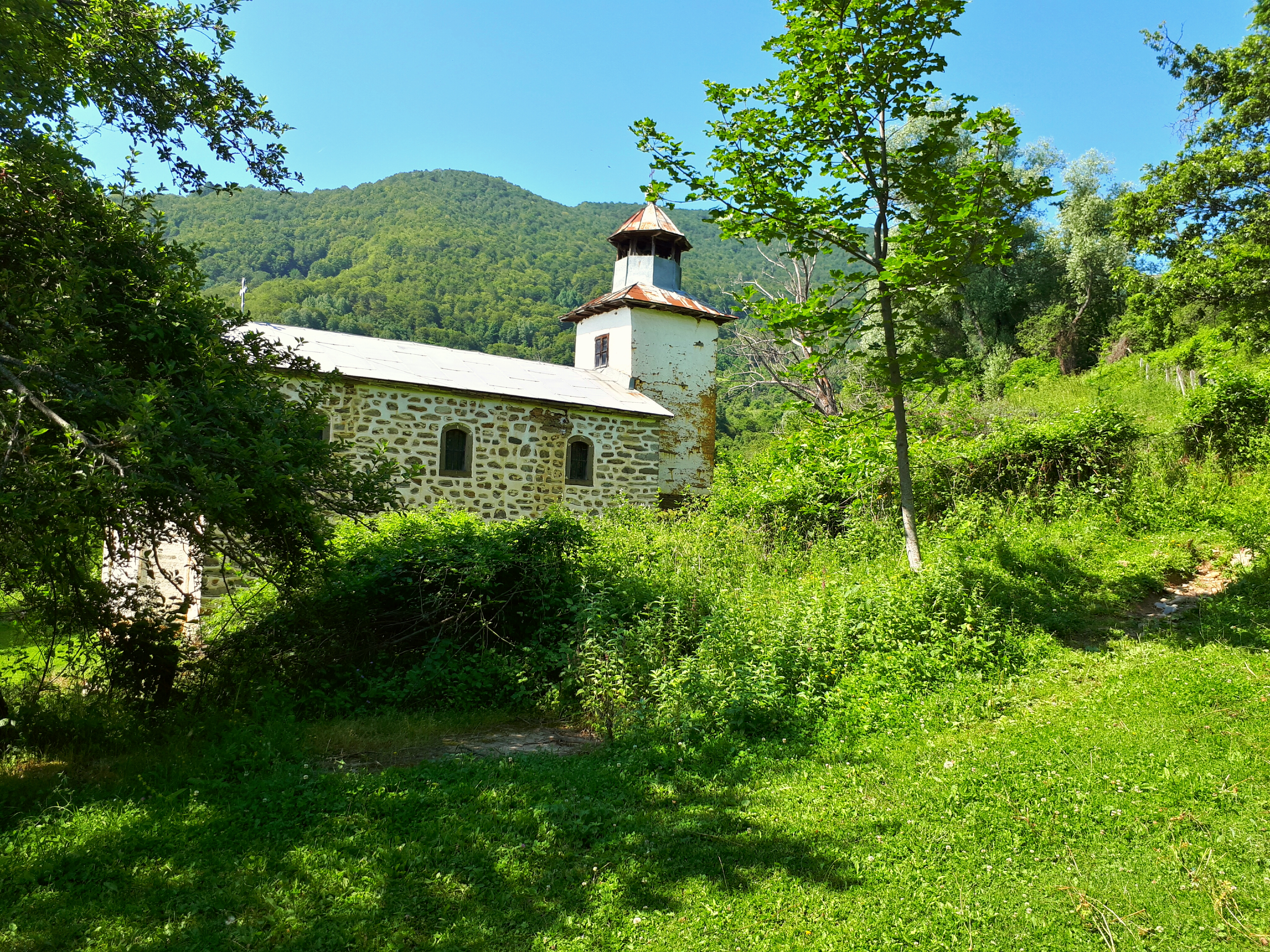
Вид на церкву з дороги, що веде до неї
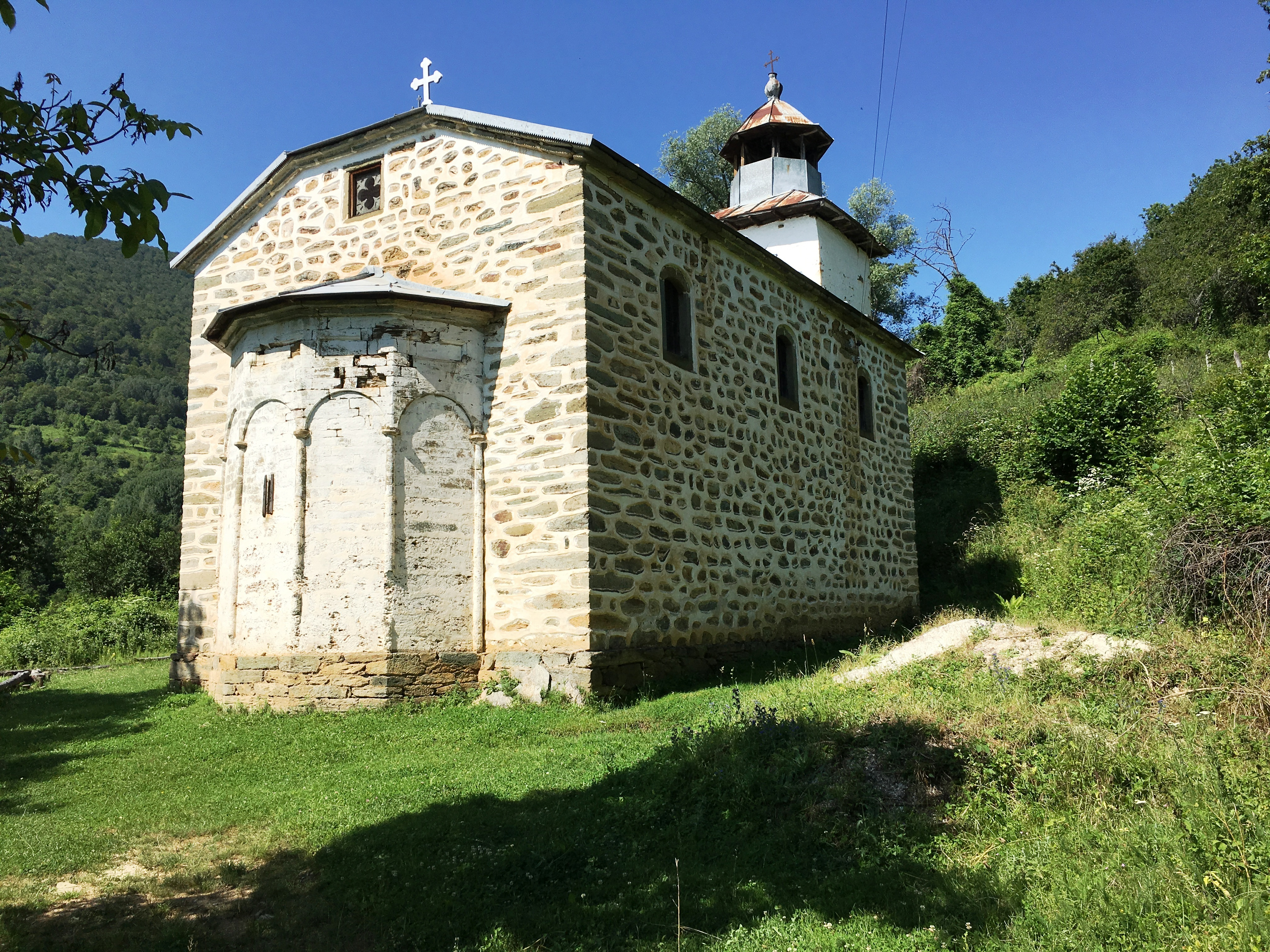
Вид на церкву
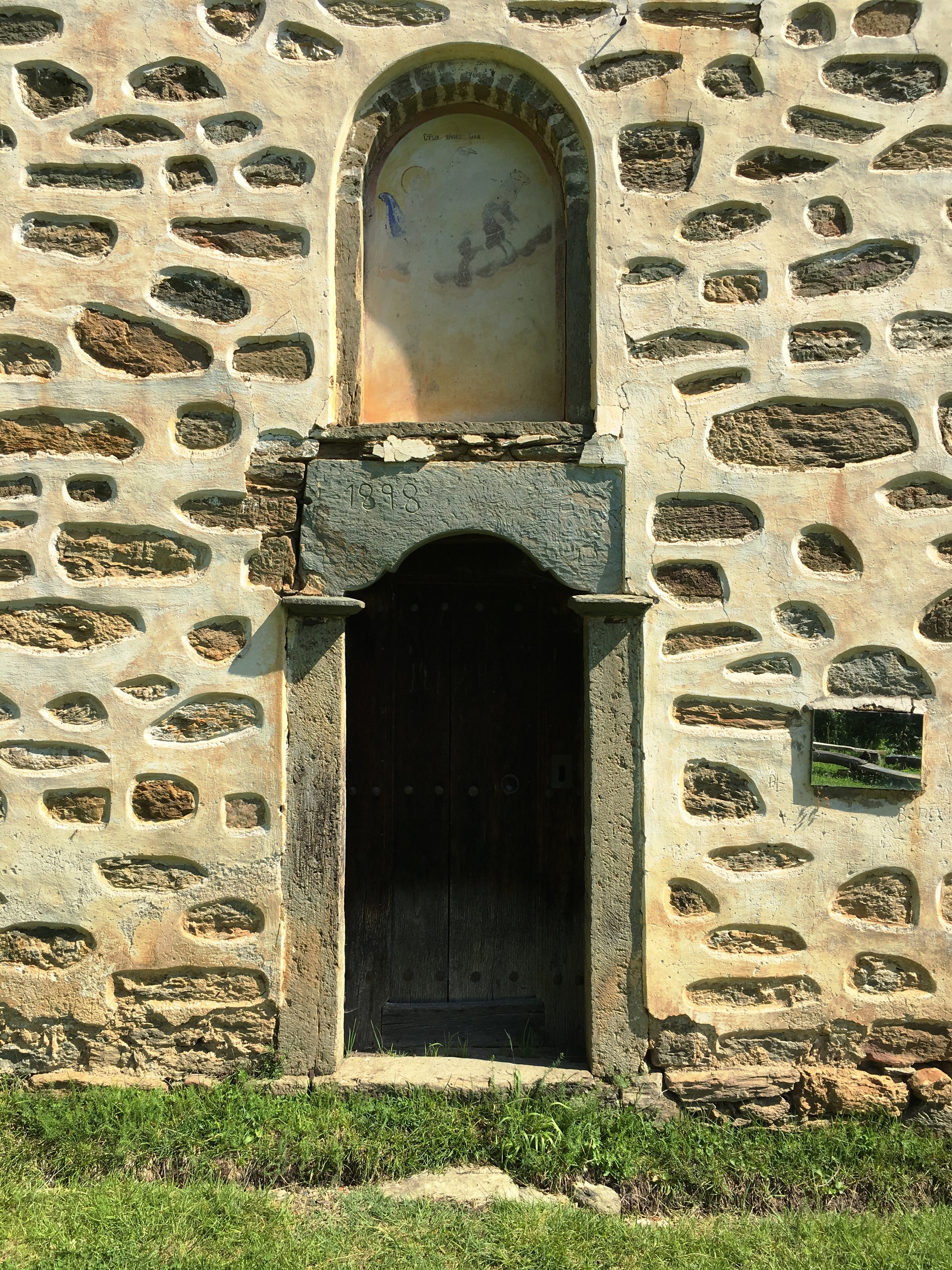
Вхід до церкви
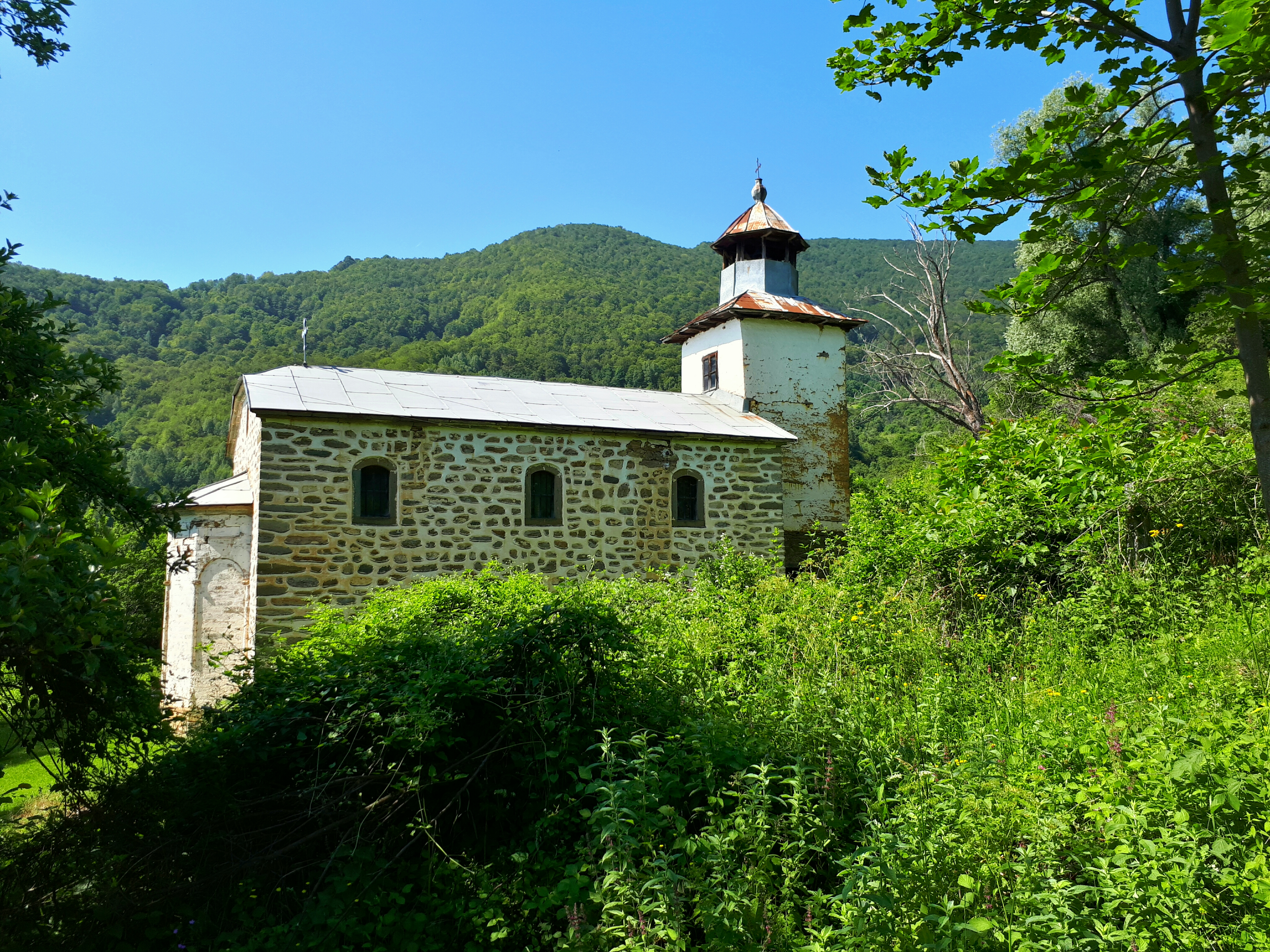
Вид на церкву
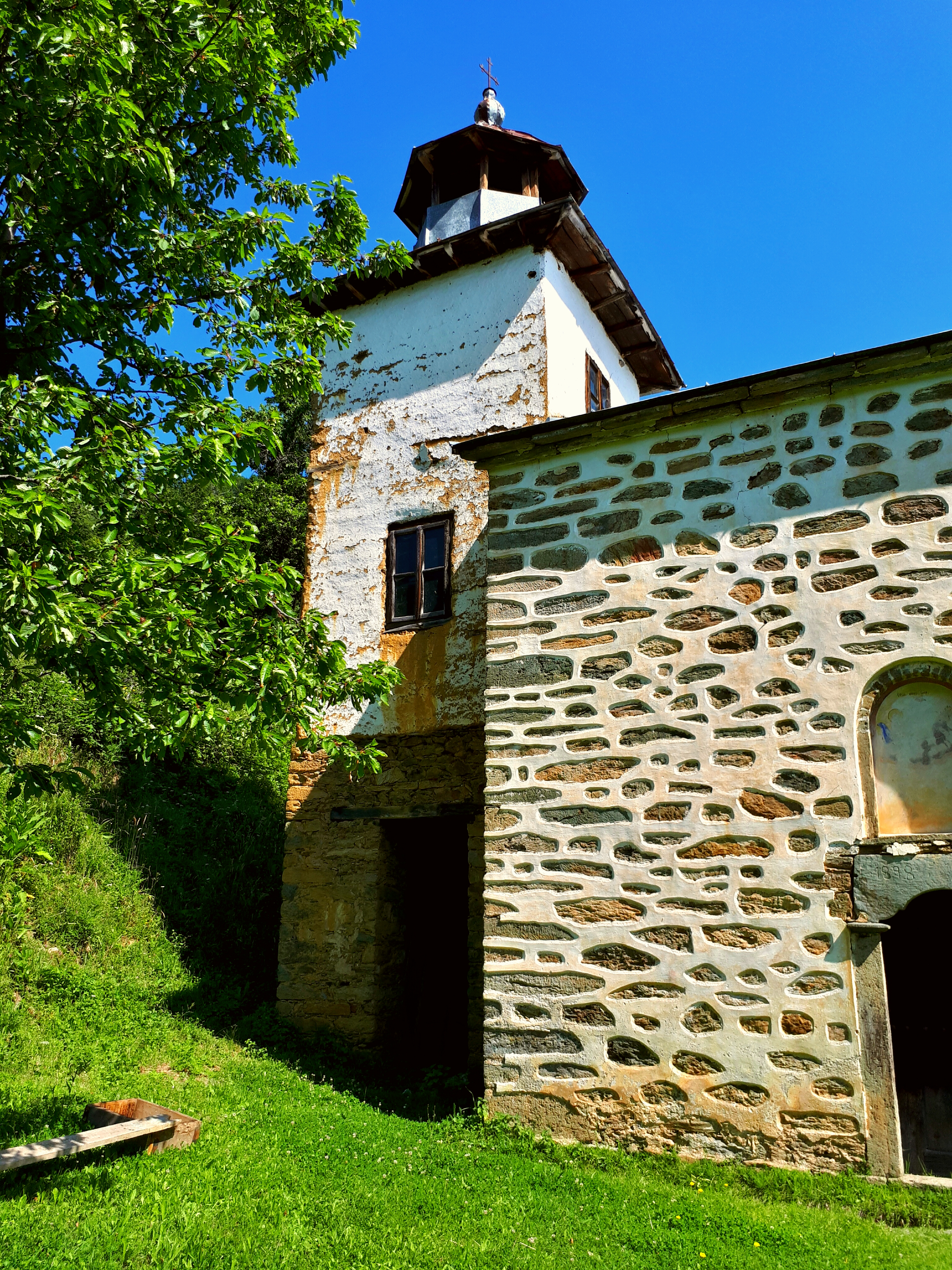
Дзвіниця костелу
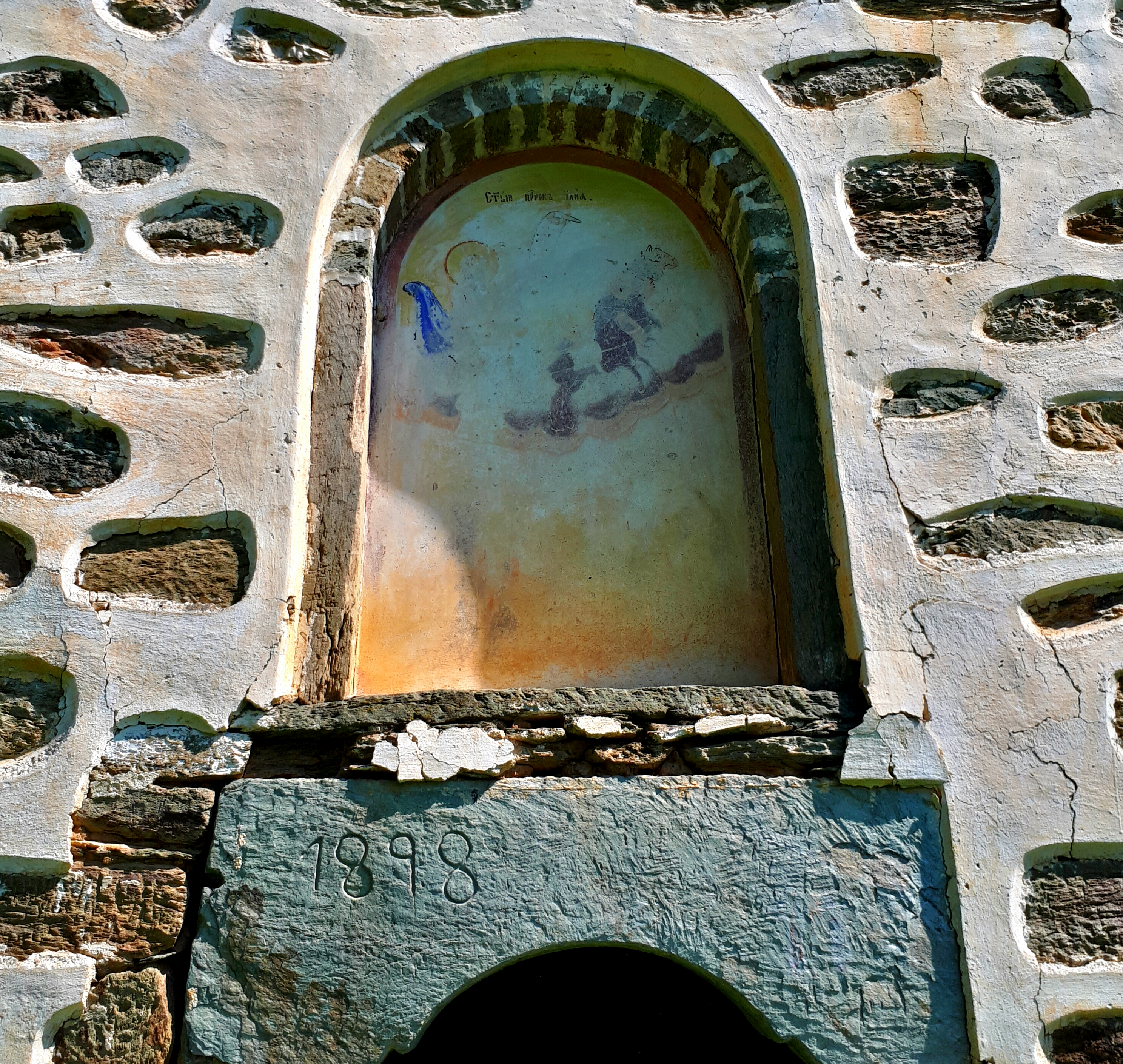
Фреска над входом до церкви